# Altograciosa
Altograciosa is een geslacht van rechtvleugeligen uit de familie Proscopiidae. De wetenschappelijke naam van dit geslacht is voor het eerst geldig gepubliceerd in 1980 door Liana.

## Soorten
Het geslacht Altograciosa  is monotypisch en omvat slechts de volgende soort:
- Altograciosa mirabilis (Liana, 1980)